# فرنسيسكو سيرانو
فرنسيسكو سيرانو (بالإسبانية: Francisco Serrano)‏ هو كاتب وشاعر مكسيكي، ولد في 27 يونيو 1949.